# Найроби (провинция Кении)
Найроби (англ. Nairobi Area) — одна из восьми бывших провинций Кении, находится в центральной части страны.

## История
В 1922 году была создана провинция Масаи со столицей Найроби. В 1948 году прошла перепись населения, в провинции Масаи проживало 67,130 человек. В 1955 году провинцию Масаи переименовали в провинцию Найроби.

## Климат
Климат этой провинции прохладнее, чем в остальных частях Кении, поскольку регион находится относительно высоко над уровнем моря. В году есть 2 ярко выраженных сезона дождей: начала марта — май и октябрь — ноябрь.

## Демография
| 1962    | 1969    | 1979    | 1989      | 1999      | 2009      |
| ------- | ------- | ------- | --------- | --------- | --------- |
| 343,500 | 509,000 | 827,775 | 1,324,570 | 2,143,254 | 3,138,369 |